# Пондерей (округ)
Округ Пондерей (англ. Pondera County) располагается в штате Монтана, США. Официально образован в 1919 году. По состоянию на 2010 год, численность населения составляла 6 153 человека.

## География
По данным Бюро переписи США, общая площадь округа равняется 4 247,604 км2, из которых 4 203,574 км2 суша и 44,030 км2 или 1,000 % это водоемы.

## Население
По данным переписи населения 2000 года в округе проживает 6 424 жителей в составе 2 410 домашних хозяйств и 1 740 семей. Плотность населения составляет 2,00 человека на км2. На территории округа насчитывается 2 834 жилых строений, при плотности застройки около 1,00-го строения на км2. Расовый состав населения: белые — 83,66 %, афроамериканцы — 0,09 %, коренные американцы (индейцы) — 14,46 %, азиаты — 0,14 %, гавайцы — 0,05 %, представители других рас — 0,12 %, представители двух или более рас — 1,48 %. Испаноязычные составляли 0,84 % населения независимо от расы.
В составе 35,30 % из общего числа домашних хозяйств проживают дети в возрасте до 18 лет, 60,00 % домашних хозяйств представляют собой супружеские пары проживающие вместе, 8,40 % домашних хозяйств представляют собой одиноких женщин без супруга, 27,80 % домашних хозяйств не имеют отношения к семьям, 25,50 % домашних хозяйств состоят из одного человека, 12,30 % домашних хозяйств состоят из престарелых (65 лет и старше), проживающих в одиночестве. Средний размер домашнего хозяйства составляет 2,63 человека, и средний размер семьи 3,18 человека.
Возрастной состав округа: 29,60 % моложе 18 лет, 6,40 % от 18 до 24, 24,80 % от 25 до 44, 22,90 % от 45 до 64 и 22,90 % от 65 и старше. Средний возраст жителя округа 39 лет. На каждые 100 женщин приходится 97,40 мужчин. На каждые 100 женщин старше 18 лет приходится 95,40 мужчин.
Средний доход на домохозяйство в округе составлял 30 464 USD, на семью — 36 484 USD. Среднестатистический заработок мужчины был 27 125 USD против 19 314 USD для женщины. Доход на душу населения составлял 14 276 USD. Около 15,00 % семей и 18,80 % общего населения находились ниже черты бедности, в том числе — 23,40 % молодежи (тех, кому ещё не исполнилось 18 лет) и 8,30 % тех, кому было уже больше 65 лет.